# Piquecos
Piquecos (okzitanisch: Picacòs) ist eine französische Gemeinde mit 455 Einwohnern (Stand: 1. Januar 2022) im Département Tarn-et-Garonne in der Region Okzitanien. Die Gemeinde liegt im Arrondissement Montauban und ist Mitglied im Gemeindeverband Communauté de communes du Pays de Lafrançaise. Die Einwohner werden Piquecosais und Piquecosaises genannt.

## Geografie
Piquecos liegt in der Région naturelle Quercy Blanc etwa neun Kilometer nordnordwestlich von Montauban. Durch die Gemeinde fließt der Aveyron. Das Gemeindegebiet gehört zum Einzugsgebiet der Garonne und wird außerdem vom Ruisseau de Dagran, dem Ruisseau de Gesse, dem Ruisseau de Saint-Marc und verschiedenen anderen kleinen Wasserläufen entwässert.
Ein Teil des Gemeindegebiets am Aveyron gehört zum Naturschutzgebiet „Vallées du Tarn, de l’Aveyron, du Viaur, de l’Agout et du Gijou“ im Rahmen des Natura 2000-Netzwerks.
Umgeben wird Piquecos von den Nachbargemeinden Puycornet im Norden, L’Honor-de-Cos im Osten, Montauban im Süden, Villemade im Südwesten, Montastruc im Westen sowie Lafrançaise im Nordwesten.

## Einwohnerentwicklung
| Jahr      | 1962 | 1968 | 1975 | 1982 | 1990 | 1999 | 2006 | 2017 |
| --------- | ---- | ---- | ---- | ---- | ---- | ---- | ---- | ---- |
| Einwohner | 265  | 291  | 279  | 325  | 307  | 288  | 353  | 434  |

## Sehenswürdigkeiten
- Pfarrkirche Saint-Félix aus dem 14. und 16. Jahrhundert, seit 1991 als Monument historique eingeschrieben
- Pfarrkirche Saint-Marc d’Eyssartens, im Jahre 1764 neu gebaut
- Reste der früheren Burg, spätere Schlossanlage, aus dem 15. bzw. 17. Jahrhundert, seit 1945 in Teilen als Monument historique eingeschrieben, seit 1951 in restlichen Teilen klassifiziert

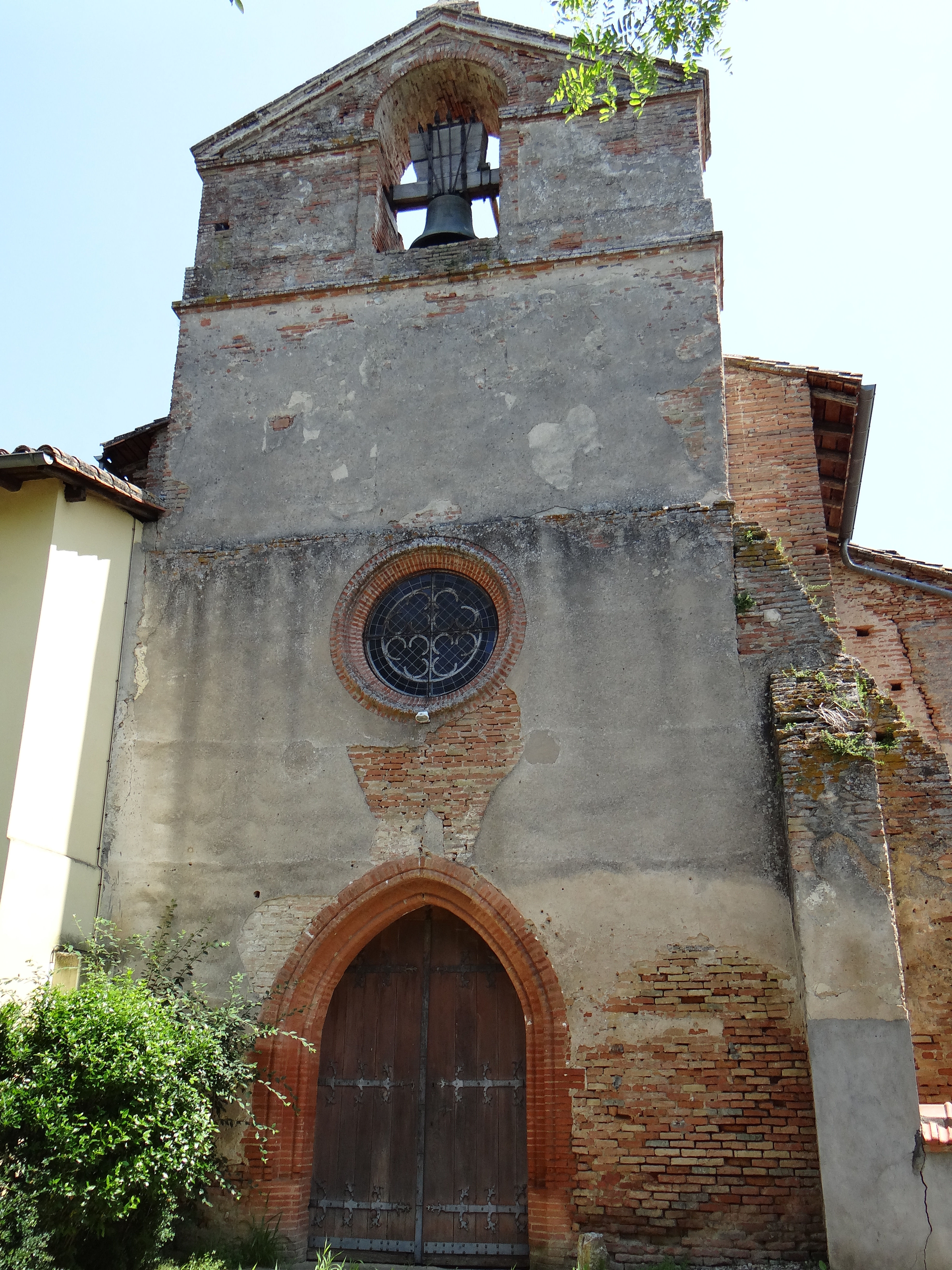
Kirche Saint-Félix
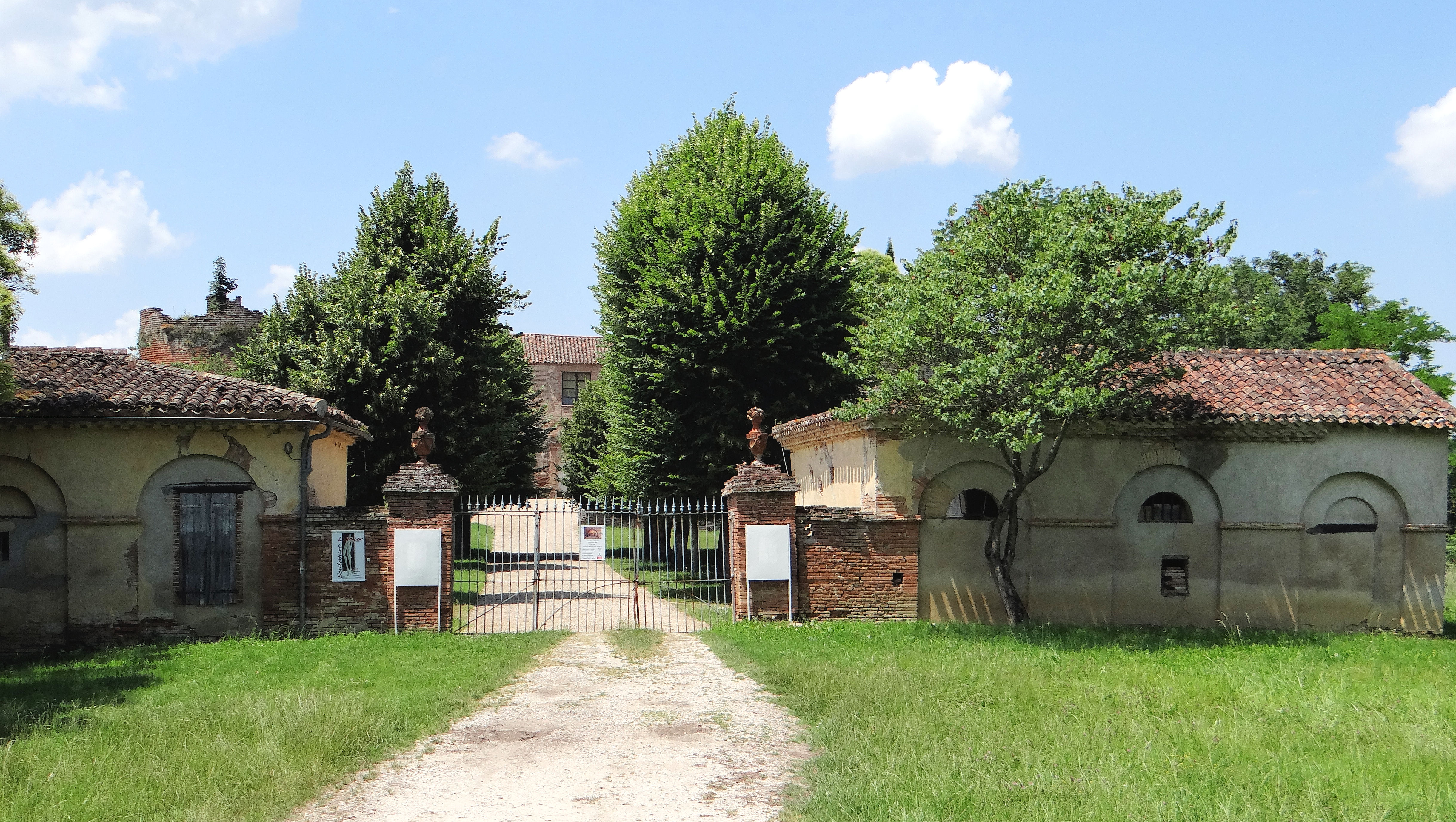
Burg- und Schlossanlage Piquecos